# Bad Buchau
Bad Buchau este un oraș din landul Baden-Württemberg, Germania.